# Рёш, Михаэль
Михаэ́ль Рёш (нем. Michael Rösch; род. 4 мая 1983, Пирна, Дрезден, ГДР) — немецкий и бельгийский биатлонист, основных успехов добивавшийся в составе сборной Германии, олимпийский чемпион 2006 года в эстафетной гонке, трёхкратный бронзовый призёр чемпионатов мира в эстафете (2007, 2008 и 2009). Занял 5-е место в общем зачёте Кубка мира 2005/2006. Двукратный чемпион мира 2009 года по летнему биатлону. Завершил карьеру в сезоне 2018/2019 годов. Сын известного биатлониста, трёхкратного чемпиона мира в эстафете Эберхарда Рёша.

## Карьера
Михаэль успешно выступал на юниорском уровне. В 2001—2004 годах он выиграл 8 наград юниорских чемпионатов мира (4 золота и 4 серебра), однако на взрослом уровне таких успехов в личных гонках ему добиться не удалось.
В 2012 году ввиду непопадания в основу сборной Германии, принял решение выступать за сборную Бельгии. Однако в связи с трудностями в оформлении гражданства, Рёш был вынужден пропустить два сезона. В феврале 2014 года появилась информация об интересе к спортсмену со стороны федерации биатлона Молдавии. В случае, если биатлонист не смог бы оформить все документы, то они готовы были предоставить ему гражданство своей страны.
Однако Рёш после Олимпийских игр в Сочи получил возможность выступать за Бельгию. Впервые под новым для себя флагом он вышел на старт в марте 2014 года на этапе Кубка IBU, где занял 19-е место в спринте.

## Личная жизнь
Михаэль Рёш — сын Эберхарда Рёша, бывшего восточногерманского биатлониста, серебряного и бронзового призёра Олимпийских игр 1980 года и Барбель. У Михаэля есть брат Андреас и сестра Штефани.